# برکت‌لی (بسنی)
برکت‌لی (انگلیسی: Bereketli) یک منطقه مسکونی در ترکیه است که در استان آدیامان و در ناحیه بسنی واقع شده است.